# Ajinomoto

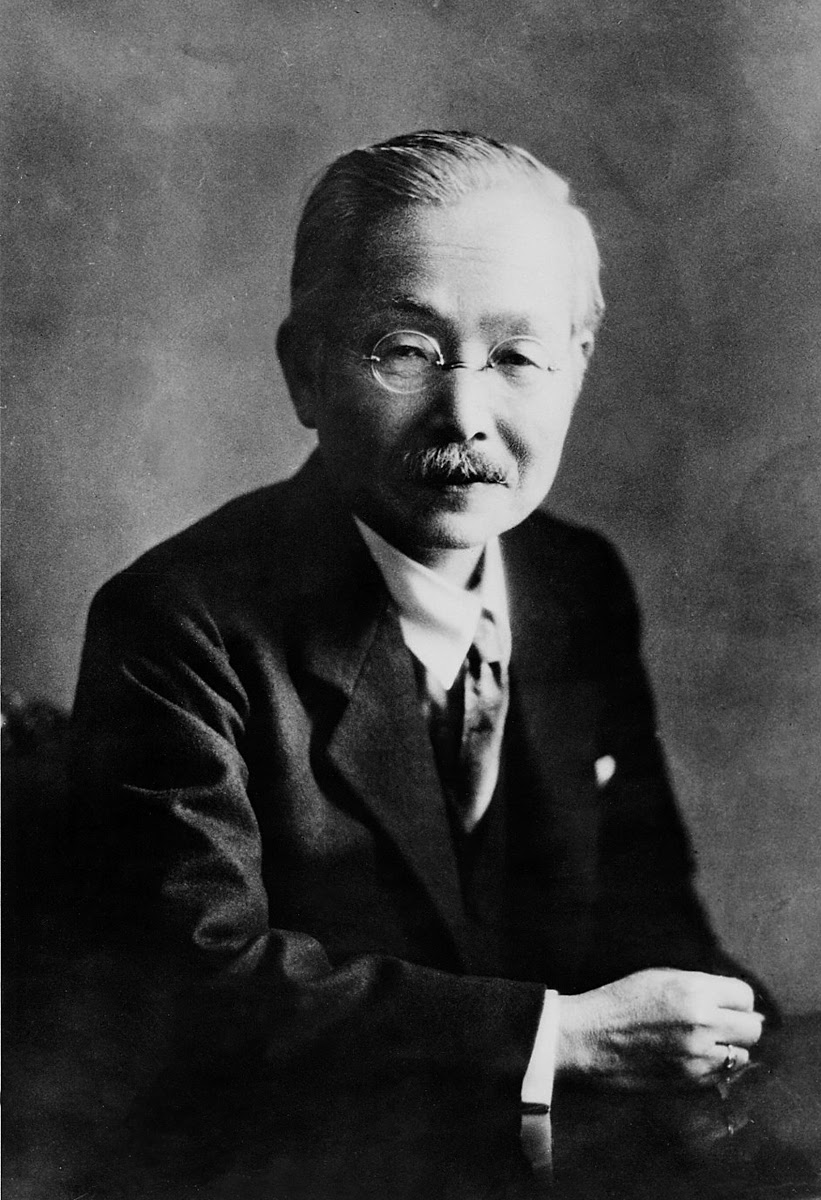
Kikunae Ikeda

Ajinomoto (jap. 味の素株式会社 Ajinomoto Kabushiki-gaisha) – japońskie przedsiębiorstwo gastronomiczne z siedzibą w Tokio, założone 20 maja 1909 roku. W dosłownym tłumaczeniu aji-no-moto oznacza „esencja smaku”, wyrażenie jest stosowane jako znak handlowy dla produkowanego przez firmę glutaminianu sodu (MSG). Sloganem firmy jest Eat Well, Live Well (pol. Jedz dobrze, żyj dobrze.).

## Historia
W trakcie rodzinnego obiadu naukowiec japoński, dr Kikunae Ikeda (1864–1936), spożywał zupę konbu-dashi (rodzaj bulionu z wodorostów) z tofu. Podczas jedzenia zauważył inny smak, niż: słodki, słony, kwaśny i gorzki. Zaintrygowany zaczął analizować kompozycję kombu-dashi. Mniej więcej w tym samym czasie Hiizu Miyake (1848–1938), pierwszy japoński lekarz medycyny, postawił hipotezę, że dobry smak stymuluje trawienie. Zachęcony tym pomysłem Ikeda podwoił swoje wysiłki badawcze i w końcu odkrył, że konbu ma charakterystyczny smak dzięki kwasowi glutaminowemu, rodzajowi aminokwasu. Nazwał ten smak umami i opracował metodę produkcji przypraw, których kluczowym składnikiem jest glutaminian.
W latach poprzedzających odkrycie Ikeda przebywał na studiach w Lipsku, gdzie zwrócił uwagę na dobry stan zdrowia Niemców, co wzbudziło w nim pragnienie poprawy odżywiania Japończyków. Podobne marzenie podzielał biznesmen zajmujący się sprzedażą ryżu i alkoholu, Saburōsuke Suzuki (1867–1931). Kupił on patent na produkcję substancji przyprawowej od Ikedy i założył firmę Suzuki Pharmaceutical Company, która sprzedawała ten produkt. Po udoskonaleniu przyprawa otrzymała nazwę ajinomoto (aji-no-moto) i stąd powstała nazwa firmy. 
W 2000 roku naukowcy z Uniwersytetu Miami poinformowali o istnieniu receptorów umami na języku, a sześć lat później Instytut Nauk Przyrodniczych Ajinomoto odkrył, że podobne receptory są również obecne w żołądku. Znaczenie glutaminianu – nie tylko dla zmysłu smaku, ale także dla dobrego samopoczucia żywieniowego i fizjologicznego – jest podkreślane w badaniach firmy i wyrażone hasłem: „Dobrze jedz, żyj dobrze”.

## Lista marek Ajinomoto

### Przyprawy

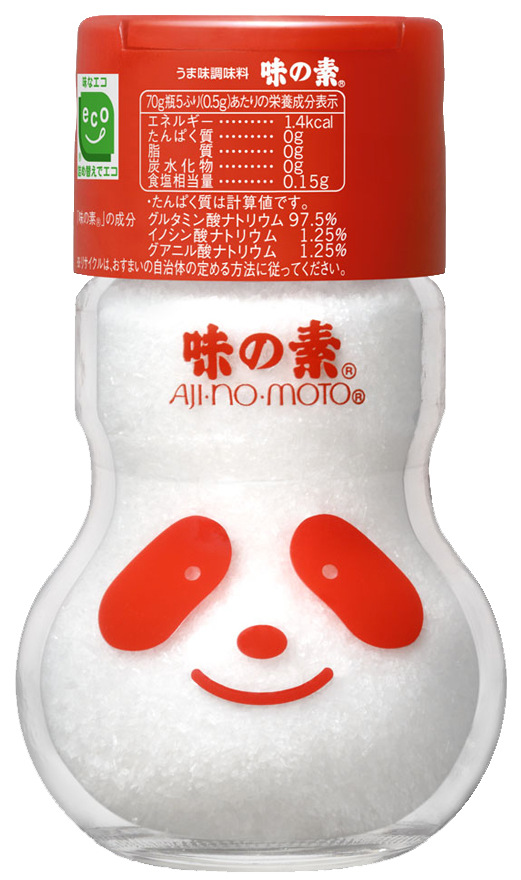
AJI-NO-MOTO
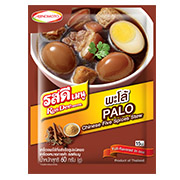
RosDee
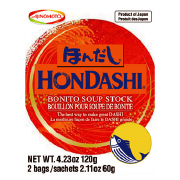
Hondashi

- Oyakata
- AJI-PLUS
- Takumi-Aji (Tajlandia)
- Hi-Me
- AJI-SHIO
- HON-DASHI[6]
- RosDee (Tajlandia)[7]
- RosDee Krua Krob Ros (Tajlandia)
- GINISA (Filipiny)[8]
- Aji-ngon (Wietnam)[9]
- KOJI-AJI
- AMOY (Rosja)
- Moslaji (Bangladesz)
- AJI-SAL (Brazylia)

- AJI-NO-MOTO
- RosDee
- Hondashi

### Żywność przetworzona
- Cook Do (Japonia)
- Nabe-Cube (Japonia)
- Steam Me (Japonia)
- Ajinomoto KK Consommé
- Zupy Knorr (Japonia)[10]
- Knorr Cup Soup (Japonia)[6]
- Pure Select Mayonnaise
- Ajinomoto Olive Oil
- Ajinomoto Canola Oil
- Ajinomoto Rice Oil (Japonia)
- Rumic Pasta sauce
- OYAKATA (Europa)
- SAMSMAK (Europa)
- Noodle'im (Turcja)
- YumYum (Tajlandia, Indonezja, Europa)[11]
- VONO (Brazylia)[12]
- A&M (Indie)[13]
- MaDish (Nigeria)

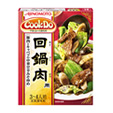
Cook Do
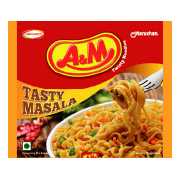
A&M

### Żywność mrożona
- TAIPEI (USA)[14]
- LingLing (USA)[14]
- JoseOle (USA)[15]
- Posada (USA)[16]
- Bernardi (USA)[17]
- Freds (USA)[18]
- Whitley's (USA)
- Chilli Bowl (USA)
- Golden Tiger (USA)
- Ajinomoto Frozen Foods (USA, Europa, Tajlandia)
- Gyoza (Francja, Rosja)
- Yakitori (Francja)
- Spring Roll (Rosja)

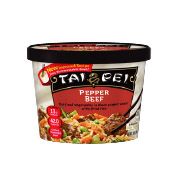
TaiPei
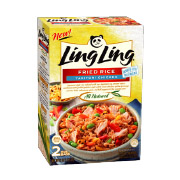
LingLing
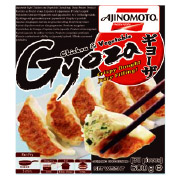
Gyoza